# Sommerau (cours d'eau)
La Sommerau ou Sommereau est une rivière alsacienne, du département du Bas-Rhin, et un affluent de la Mossig, donc un sous-affluent du Rhin par la Bruche.

## Géographie
La Sommerau prend sa source près du col du Valsberg (653 m) 48° 39′ 03″ N, 7° 17′ 39″ E à 459 mètres d'altitude, sur la commune de Wangenbourg-Engenthal.
Elle a 9,8 kilomètres de longueur et coule globalement de l'ouest vers l'est. Elle conflue dans la Mossig, en rive gauche, qui est le principal affluent de la Bruche, à 225 m d'altitude, sur la commune de Romanswiller.

### Communes  et cantons traversés
Dans le seul département du Bas-Rhin, la Sommerau traverse quatre communes et deux cantons : 
- dans le sens amont vers aval : Wangenbourg-Engenthal (source), Birkenwald, Allenwiller, et Romanswiller (confluence).

Soit en termes de cantons, la Sommerau prend source et conflue dans le même canton de Wasselonne, mais traverse le canton de Marmoutier, le tout dans les arrondissements de Molsheim et Saverne.

### Bassin versant
La Sommereau traverse une seule zone hydrographique 'La Sommerau' (A281) de 21 km2 de superficie. Il est occupé à 53,96 % par des forêts et milieux semi-naturels, à 43,79 % par des territoires agricoles et à 1,88 % par des territoires artificialisés.

### Organisme gestionnaire
Concernant la communauté de communes des Coteaux de la Mossig, un ScoT de la région de Saverne est en cours d'élaboration.
L'organisme gestionnaire sur la Bruche est le SDEA ou Syndicat des Eaux et de l'Assainissement du Bas-Rhin.

## Affluents
La Sommerau a trois affluents référencés :
- le ruisseau de Mittelbach (rd), 1,3 km sur les deux communes de Wangenbourg-Engenthal, Birkenwald.
- le ruisseau de Klingenhalt (rg), 1,3 km sur la seule commune de Birkenwald.
- le ruisseau Grass ou Grassbach (rd), 1,9 km sur la seule commune de Birkenwald.

Le rang de Strahler est donc de deux.
La Sommerau a un affluent non référencé par Sandre :
- le ruisseau du Sommergraben, sur les communes de Salenthal et Allenwiller[4].

## Hydrologie
Elle a un débit de 0,4 m3/s mais la crue de février 1990 l'a fait monter à 15 m3/s.
Un plan de prévention des risques d'inondation est en cours d'élaboration en 2007,.